# Bi-Coastal
Bi-Coastal é álbum do cantor Peter Allen, lançado em 1980. O álbum é o mais bem sucedido de Allen e foi produzido por David Foster que também escreveu muitas de suas canções. O hit "Fly Away", originário do artista japonês Mariya Takeuchi, foi co-escrito por Foster e Carole Bayer Sager. A faixa-título co-escrita por Foster e Tom Keane discute sobre a sexualidade de Allen, mas na verdade se refere ao fato de que ele dividiu seu tempo entre as duas costas dos Estados Unidos.
"Fly Away" alcançou a #55 posição na Billboard Hot 100 e foi seu único hit a chegar à chegar nas paradas Norte-americanas. O álbum se tornou um clássico entre os amantes da música pop na costa oeste, não por causa das músicas, mas por músicos como Toto, Steve Lukather e outros.
O álbum alcançou a #123 posição na Billboard 200. A faixa "Bi-Coastal" alcançou a #79 posição nas paradas da Billboard's Dance Music/Club Play Singles.

## Faixas

### Lado A
1. "One Step Over the Borderline (3:54)
2. "Fly Away" (4:05)
3. "Bi-Coastal" (4:22)
4. "I Don't Go Shopping" (3:33)
5. "Hit in the Heart" (3:24)

### Lado B
1. "I Could Really Show You Around" (4:13)
2. "Somebody's Angel" (4:17)
3. "Simon" (3:25)
4. "Pass this Time" (4:00)
5. "When this Love Affair is Over" (6:05)